# 紫金县革命烈士纪念碑
紫金县革命烈士纪念碑，位于中国广东省河源市紫金县紫城镇黄牛挨磨山，为紫金县的一个县级文物保护单位，类型为近现代重要史迹及代表性建筑，公布时间为1987年6月。
紫金县革命烈士纪念碑的历史年代为1950年。